# Bactrocera robertsi
Bactrocera robertsi är en tvåvingeart som beskrevs av Drew 1989. Bactrocera robertsi ingår i släktet Bactrocera och familjen borrflugor. Inga underarter finns listade.